# Renate Rubinstein
Renate Ida Rubinstein (Berlijn, 16 november 1929 – Amsterdam, 23 november 1990) was een Nederlands schrijfster, journaliste en columniste.

## Levensbeschrijving
Rubinstein werd geboren in Duitsland als dochter van de Joodse Alfred Rubinstein (1897-1942), fabrikant van damesjassen en Marie Johanne Hamm (1896-1965). Het gezin vluchtte in 1935/36 voor de nazi's naar Londen. In 1938 ging het gezin naar Amsterdam, omdat haar vader met zijn textielbedrijf in Londen onvoldoende inkomen kon verwerven. De vlucht van familie Rubinstein mocht niet baten, want de Duitsers arresteerden in 1940 haar Joodse vader en vermoordden hem later in Auschwitz. Deze gebeurtenis zou een bepalende factor worden in Rubinsteins leven en werk. Zij sprak later over haar "hardvochtige moeder en vermoorde vader".
Rubinstein volgde al in de oorlog het Vossius Gymnasium te Amsterdam, hetgeen mogelijk was vanwege haar niet-Joodse moeder. Ze zat op het Vossius tot 1948 waar ze ook meewerkte aan de schoolkrant Vulpes. De opleiding aan het gymnasium maakte ze niet af. Ze werkte drie dagen per week bij uitgeverij G.A. van Oorschot en leefde samen met de jurist Willem Frederik (Huyck) van Leeuwen. Vervolgens werkte ze drie jaar in een kibboets in Israël en studeerde ze twee jaar aan de Hebreeuwse Universiteit van Jeruzalem. Op grond van die studie kon ze in 1955 worden toegelaten als student politieke en sociale wetenschappen aan de Universiteit van Amsterdam. Tijdens haar studie, die ze na twee jaar afbrak, begon ze haar carrière als schrijfster bij onder andere het Nieuw Israëlietisch Weekblad en Propria Cures. Later schreef ze voor Vrij Nederland (VN), Het Parool, NRC Handelsblad, Avenue, Hollands Weekblad, Hollands Maandblad en Tirade. Zij wordt beschouwd als de eerste Nederlandse columnist, onder andere door Rinus Ferdinandusse. Haar columns worden diverse malen gebundeld en verkopen goed.
Haar VN-columns, die vanaf 1962 wekelijks verschenen onder het pseudoniem Tamar, hadden een trouw publiek en werden gekenmerkt door een beknopte en heldere stijl, met soms zeer persoonlijke ontboezemingen over haar echtscheiding (gebundeld in Niets te verliezen en toch bang), haar ziekte multiple sclerose (gebundeld in Nee heb je (1985)) en uiteenlopende onderwerpen zoals de Weinreb-affaire(s) (woordvoerster voor het Weinreb-comité en polemiek met Willem Frederik Hermans), bijstandsmoeders (polemiek met Hugo Brandt Corstius over Selma Vrooland), wereldpolitiek, binnenlandse aangelegenheden, katten en bloemen.
Zo ging ze in 1967 voor Avenue naar Israël, waar ze ook de Palestijnse gebieden bezocht. Ze ondersteunde de noodzaak van een Palestijnse staat, hetgeen veel ophef tot gevolg had.
De vaststelling, in 1977, dat zij leed aan multiple sclerose bracht grote veranderingen in haar leven teweeg. Rubinstein maakte uiteindelijk op 61-jarige leeftijd een eind aan haar leven. Ze werd begraven op de Amsterdamse begraafplaats Zorgvlied.
Kort na haar dood verscheen haar boek Mijn beter ik, waarin onthuld werd dat ze vanaf 1980 tot diens dood in 1987 een geheime verhouding had met Simon Carmiggelt. Eerder was ze getrouwd met de literair criticus Aad Nuis (van 1956 tot 1963) en met de psycholoog en columnist Jaap van Heerden (van 1971 tot 1974).
Haar jongere zus Gerda Rubinstein was beeldhouwster. De zoon van haar broer, Maurits Rubinstein, is uitgever van luisterboeken.

## Publieke stellingnames

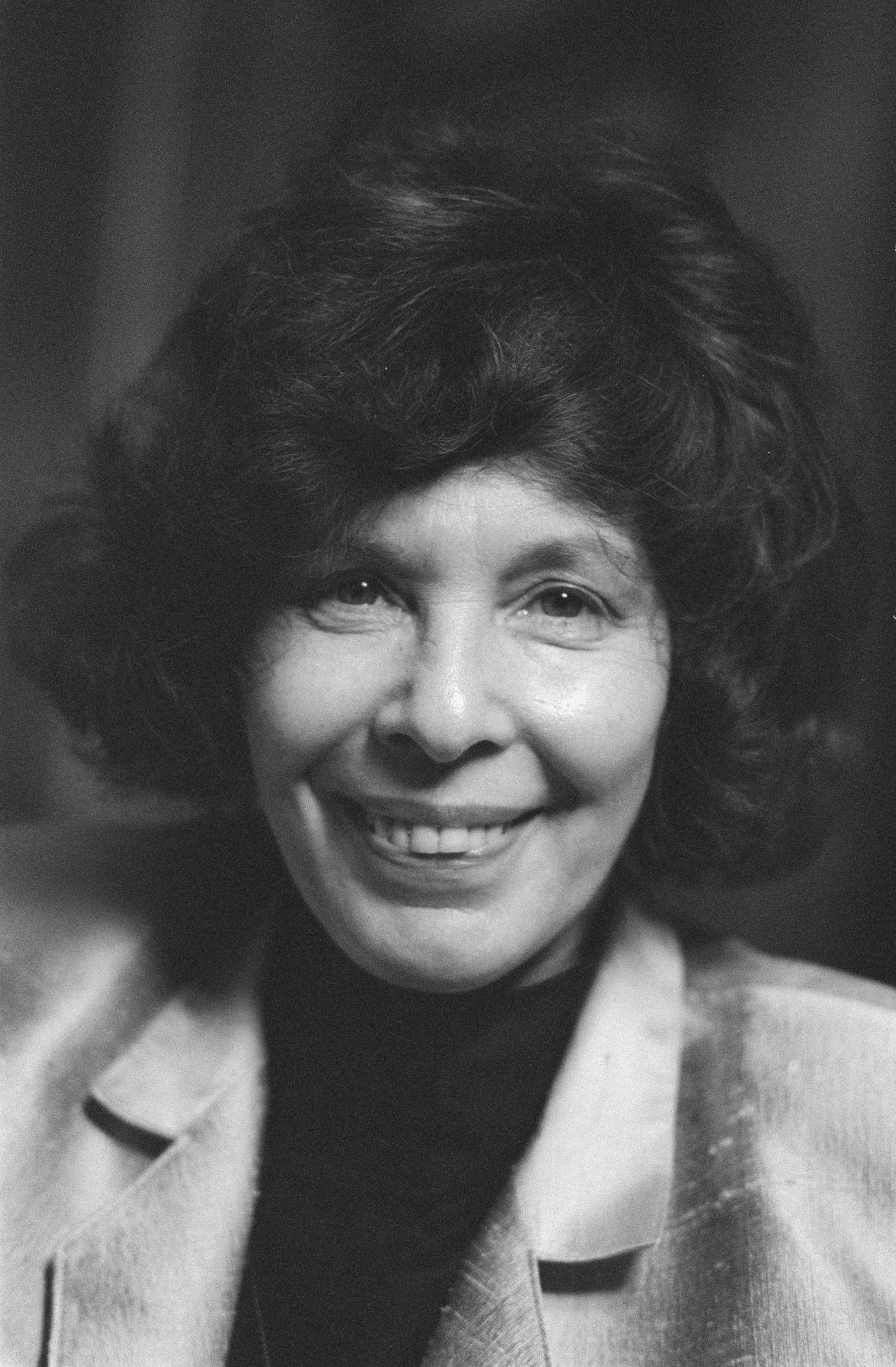
Renate Rubinstein in 1988

In 1966 werd Rubinstein veroordeeld tot een geldboete wegens betrokkenheid bij het ophangen van een spandoek met de leuze 'mijn fiets terug' tegen Claus von Amsberg die op het punt stond met Prinses Beatrix te trouwen. Haar woede wegens dat huwelijk slikte ze publiekelijk in toen ze merkte dat ze Von Amsberg een sympathieke man vond. In 1984 werd zij, hoewel zij republikein was, door de Rijksvoorlichtingsdienst gevraagd een portret van kroonprins Willem-Alexander te maken toen deze achttien jaar werd.
Hoewel Rubinstein zowel door haarzelf als door veel anderen als links beschouwd werd, bestempelde zij in haar Huizinga-lezing in 1982 ('Links en rechts in de politiek en in het leven') links als de 'dikste zuil van het ideeën-establishment', die volgens haar de klassenstrijd ten koste liet gaan van de veel fundamentelere strijd voor vrijheid van denken en spreken, daarbij ten onrechte poserend als anti-establishment. In haar laatste interview, in januari 1990, stelde ze dat ze het leuk vond iets anders te denken dan het dogmatisch-linkse weekblad (dat wil zeggen Vrij Nederland).
Over het feminisme schreef zij: "Ik ben te geëmancipeerd om feministisch te zijn".
Haar anti-totalitaire stellingnames en haar scepsis ten aanzien van sovjet-communisme, maoïsme, pacifisme en feminisme leidden dan ook regelmatig tot felle polemieken met onder anderen haar collega-VN-columnist Hugo Brandt Corstius, maar ook met de schrijver en essayist Willem Frederik Hermans in de Weinreb-affaire. De laatste verzette zich met name tegen haar leugenachtige aanval op Bep Turksma, in een polemiek over Collaboratie en Verzet, de door Rubinstein en haar toenmalige echtgenoot Aad Nuis geredigeerde driedelige 'autobiografie' van Friedrich Weinreb. Een rapport dat in 1976 door het toenmalige Rijksinstituut voor Oorlogsdocumentatie werd opgesteld naar aanleiding van de kwestie, kwam met een conclusie die aansloot op Hermans' standpunt: Weinreb had tijdens de oorlog gecollaboreerd met de Duitsers. Rubinstein heeft echter nooit haar excuses aangeboden aan mevrouw Turksma. Zij is ook nooit op haar standpunt over Weinreb teruggekomen.
In 1972 was ze als verslaggeefster voor Avenue aanwezig bij de strafzaak tegen Kōzō Okamoto, de overlevende terrorist van het Japanse Rode Leger van het bloedbad op Lod Airport in mei 1972, waarover zij schreef Okamoto in Tel Aviv, waarvan de titel kan worden herkend als een persiflage op Hannah Arendts Eichmann in Jerusalem.

## Nalatenschap en biografie
De literaire nalatenschap van Rubinstein wordt beheerd door haar neef Maurits Rubinstein. Hans Goedkoop begon in 1994 aan een biografie over Rubinstein in opdracht van het Fonds voor Bijzondere journalistiek, maar over de datum van verschijnen bestaat geen zekerheid. Wel publiceerde Goedkoop in 2015 Iedereen was er - een feest voor Renate Rubinstein waarin hij de viering van de vijftigste verjaardag van Renate Rubinstein in het huis van haar jongere broer beschrijft. Sommigen pleitten ervoor dat Goedkoop de opdracht terug zou moeten geven, onder andere omdat door de lange voorbereidingstijd de inhoud van haar briefwisseling met Carmiggelt onbekend blijft.

## Prijzen
- 1970 - Lofprijs van het Lucas-Ooms Fonds te Haarlem voor Jood in Arabië, Goi in Israël
- 1979 - Multatuliprijs van de gemeente Amsterdam voor Niets te verliezen en toch bang
- 1986 - Jan Greshoffprijs van de Jan Campertstichting voor Nee heb je
- 1988 - Hélène de Montigny-prijs voor haar 'buitengewone verdienste ten opzichte van het mensdom in het algemeen' en 'voor haar moed, sprekend uit tal van publicaties'

## Bibliografie

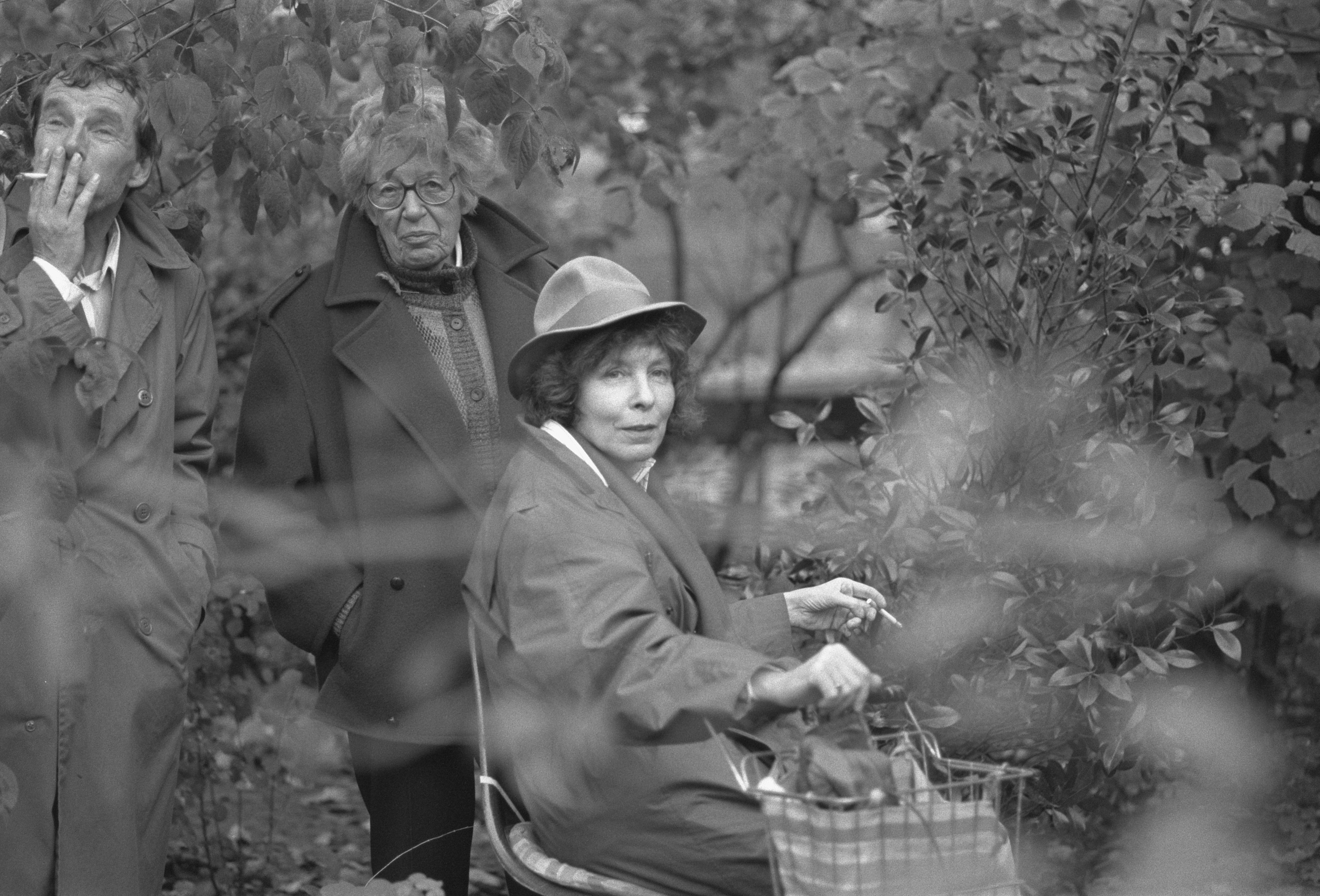
Met Peter Vos en Annie M.G. Schmidt (1988)

## Interviews met Rubinstein
- 4 april 1967, Margaretha Ferguson in Het Vaderland
- 2 december 1967, Ischa Meijer in Nieuwe Linie
- 10 mei 1968, Tanja Rubinstein in Nieuw Israëlietisch Weekblad
- 5 april 1969, Aad van der Mijn in Algemeen Handelsblad
- 8 november 1975, Ischa Meijer in Haagse Post
- 4 november 1978, Ischa Meijer in Haagse Post
- 12 september 1980, Toni Boumans voor VARA-radio
- 20 juni 1981, Merel Laseur en Paul Huf in NRC Handelsblad
- 18 juni 1982, Corine Spoor in De Tijd
- 5 december 1982, Ben Haveman in de Volkskrant
- 27 januari 1984, Jeanne Roefs in Margriet
- 17 oktober 1984, Paul Scheffer in De Groene Amsterdammer
- 8 december 1984, Inge van de Blink in Utrechts Nieuwsblad
- 30 november 1985, Jan Brokken in HP/De Tijd
- 13 december 1985, Jojanneke Claassen in Libelle
- 10 februari 1986, Hanneke Groenteman voor VARA-radio
- 16 december 1987, Stephan Sanders in De Groene Amsterdammer
- 19 december 1988, Ischa Meijer voor VPRO-radio
- 20 januari 1990, Frénk van der Linden, NRC Handelsblad